# امبریج، پنسیلوانیا
امبریج، پنسیلوانیا (به انگلیسی: Ambridge, Pennsylvania) یک منطقهٔ مسکونی در ایالات متحده آمریکا است که در Beaver County واقع شده‌است.

## خصوصیات
امبریج ۴٫۴ کیلومترمربع مساحت و ۷٬۰۵۰ نفر جمعیت دارد و ۲۳۲٫۸۷ متر بالاتر از سطح دریا واقع شده‌است.